# Hemerobius raphidioides
Hemerobius raphidioides is een insect uit de familie van de bruine gaasvliegen (Hemerobiidae), die tot de orde netvleugeligen (Neuroptera) behoort. 
Hemerobius raphidioides is voor het eerst wetenschappelijk beschreven door de Villers in 1789.